# Rana andersonii
Rana andersonii é uma espécie de anfíbio anuro pertencente ao género Rana.